# Morpheos Rupes
La Morpheos Rupes è una struttura geologica della superficie di Marte.